# Annona volubilis
Annona volubilis är en kirimojaväxtart som beskrevs av Cyrus Longworth Lundell. Annona volubilis ingår i släktet annonor, och familjen kirimojaväxter. Inga underarter finns listade i Catalogue of Life.